# Estland (gebied)
Estland (Estisch: Eestimaa) of het Hertogdom Estland (Estisch: Eestimaa Hertsogiriik) was een historische provincie in Noord-Estland, overeenkomend met Revelia, Vironia, Harria, Jerwia, Rotalia en Dagö.
Deens Estland was een onderdeel van Denemarken in de Middeleeuwen. Tussen 1206 en 1645 had Denemarken verschillende malen voor verschillende tijdsduren het bestuur over of legde het claims op gedeelten van het huidige Estland.
Zweeds Estland was een onderdeel van Zweden van 1561 tot 1719. In 1721 droeg Zweden het over aan Rusland bij de Vrede van Nystad.
Russisch Estland werd een goebernija (gouvernement-generaal) van het Keizerrijk Rusland in 1710, toen het werd veroverd op Zweden tijdens de Grote Noordse Oorlog, tot 12 april (30 maart juliaanse kalender) 1917 toen het werd uitgebreid met Noord-Lijfland, waarna het grofweg overeenkwam met het huidige Estland.